# Ганноверський штадтбан
Ганноверський штадтбан (нім. Stadtbahn Hannover) — мережа ліній штадтбану в місті Ганновер, Німеччина. У мережі використовується стандартна ширина колії та багатосекційні потяги, що живляться від повітряної контактної мережі. Керує системою компанія üstra Hannoversche Verkehrsbetriebe AG.

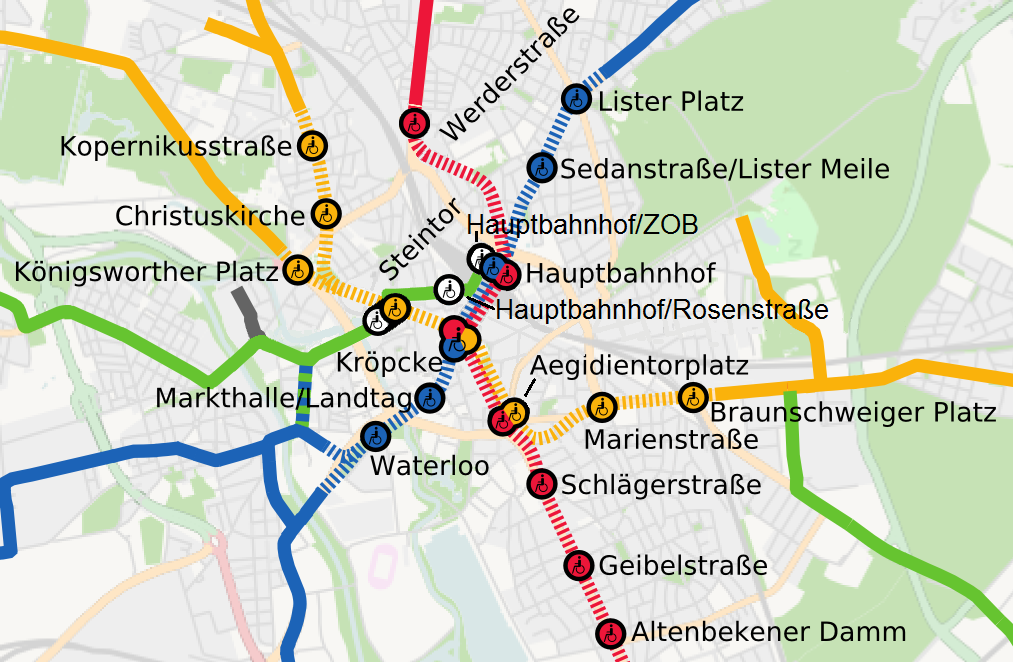
Схема центральної дільниці

## Історія
Перший трамвай на кінній тязі з'явився в місті 1872 року, надалі дві приватні компанії розширяли маршрути конки. У 1892 році компанії злилися в одну, і вже наступного року почалася електрифікація ліній, яка тривала до 1903 року.
У ті часи мережа активно розвивалася, постійно відкривалися нові лінії, так що вже у 1901 році довжина маршрутів становила 163 км.
Проблеми почалися в середині 1950-х років. Зі збільшенням кількості автомобілів у місті трамваям стало тісно на вузьких центральних вулицях міста, почалися затори на дорогах. Щоб розв'язати цю проблему, почали розробляти проєкти перенесення трамвайних колій у центрі під землю. Перші проєкти передбачали будівництво одноколійного кільцевого тунелю під центром міста, від якого б розходилися врізнобіч лінії. Але розрахунки довели, що пропускна спроможність такого тунелю буде недостатньою для Ганноверу, тому вирішили будувати декілька тунелів, що перетинатимуться в центрі. Будівництво розпочалося 16 листопада 1965 року, спочатку проєктом передбачалося будівництво класичного метрополітену. На початку 1970-х років через дуже велику вартість робіт проєкт змінили на користь будівництва метротраму з підземними ділянками в центрі та реконструйованими колишніми трамвайними лініями на околицях. Більшість тунелів у місті будували відкритим способом. Перша нова лінія відкрилася у 1973 році, але до 1975 року використовувалася як частина трамвайної лінії 1.
Перший тунель відкрито у вересні 1975 року, тоді ж офіційно відкрилася перша лінія штадтбану. Надалі поступово адаптували наявні трамвайні лінії під потреби штадтбану, будували високі платформи для потягів ЛРТ та відокремлювали від проїжджої частини колії.

## Лінії
Мережа ліній штадтбану охоплює майже все місто та сполучає Ганновер з найближчими містами Гарбзен, Ізернгаген, Лаатцен та іншими, що входять до району Ганновер. Зі 127 км мережі 19 прокладені в тунелі, 88 км наземні, що проходять по відокремленій від іншого транспорту ділянці та 20 км по проїжджій частині. Основу системи становлять три тунелі в центрі, що позначаються літерами А, B, C та кольором. У місті 12 постійно працюючих ліній і ще 2 лінії, що працюють нерегулярно. Наземні платформи довжиною 70 метрів, більшість підземних станцій мають платформи завдовжки 88 метрів, але декілька підземних станцій мають платформи по 103 метри.

## Режим роботи
Штадтбан працює з 4:00 до 1:00, у ніч проти суботи й проти неділі — цілодобово без нічної перерви. Інтервал руху на околицях від 15 хвилин, тоді як у центрі, де сходяться всі лінії, іноді не перевищує 2 хвилин.

## Галерея

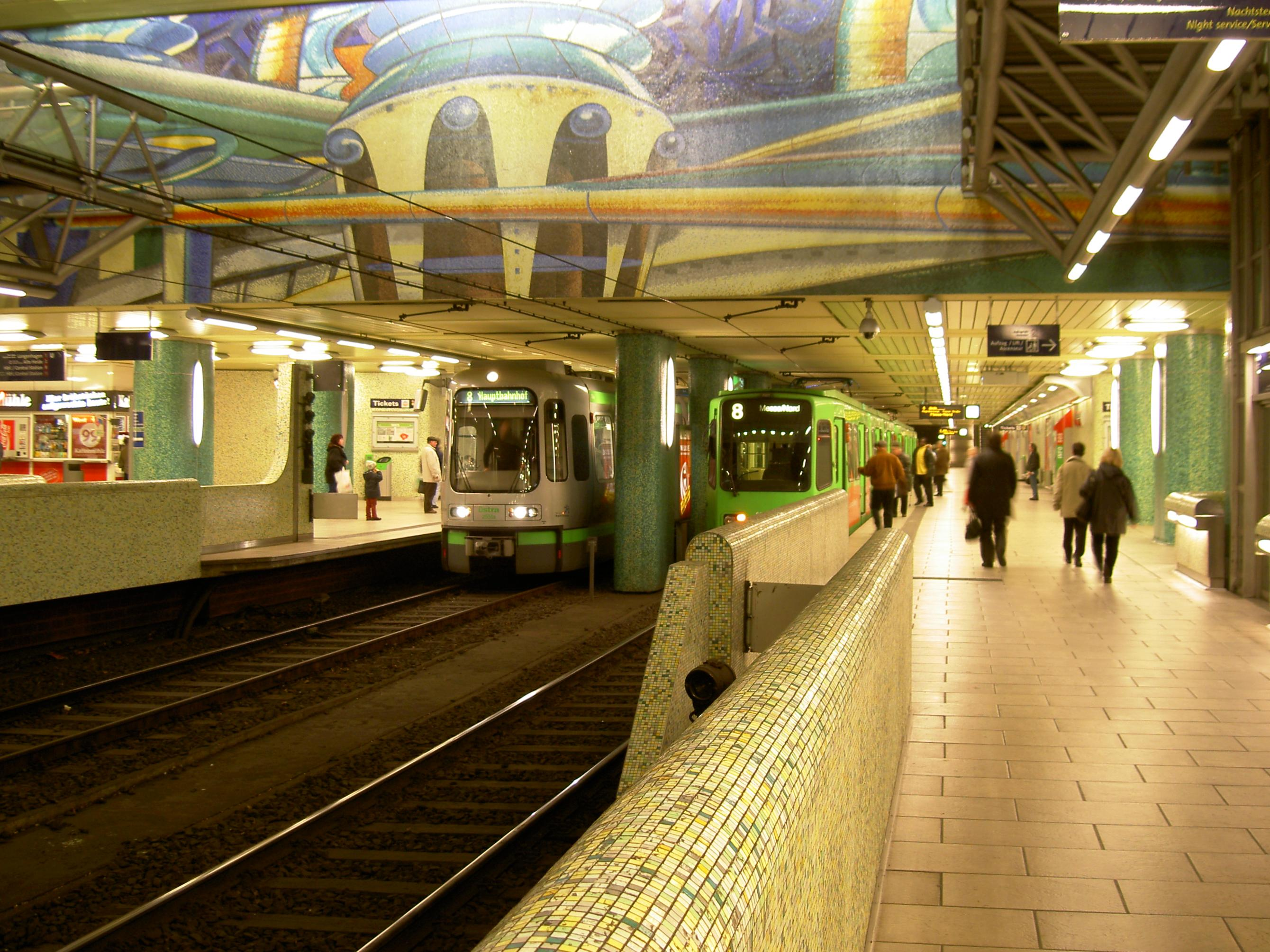
Підземна станція «Крепке», тунель «B»
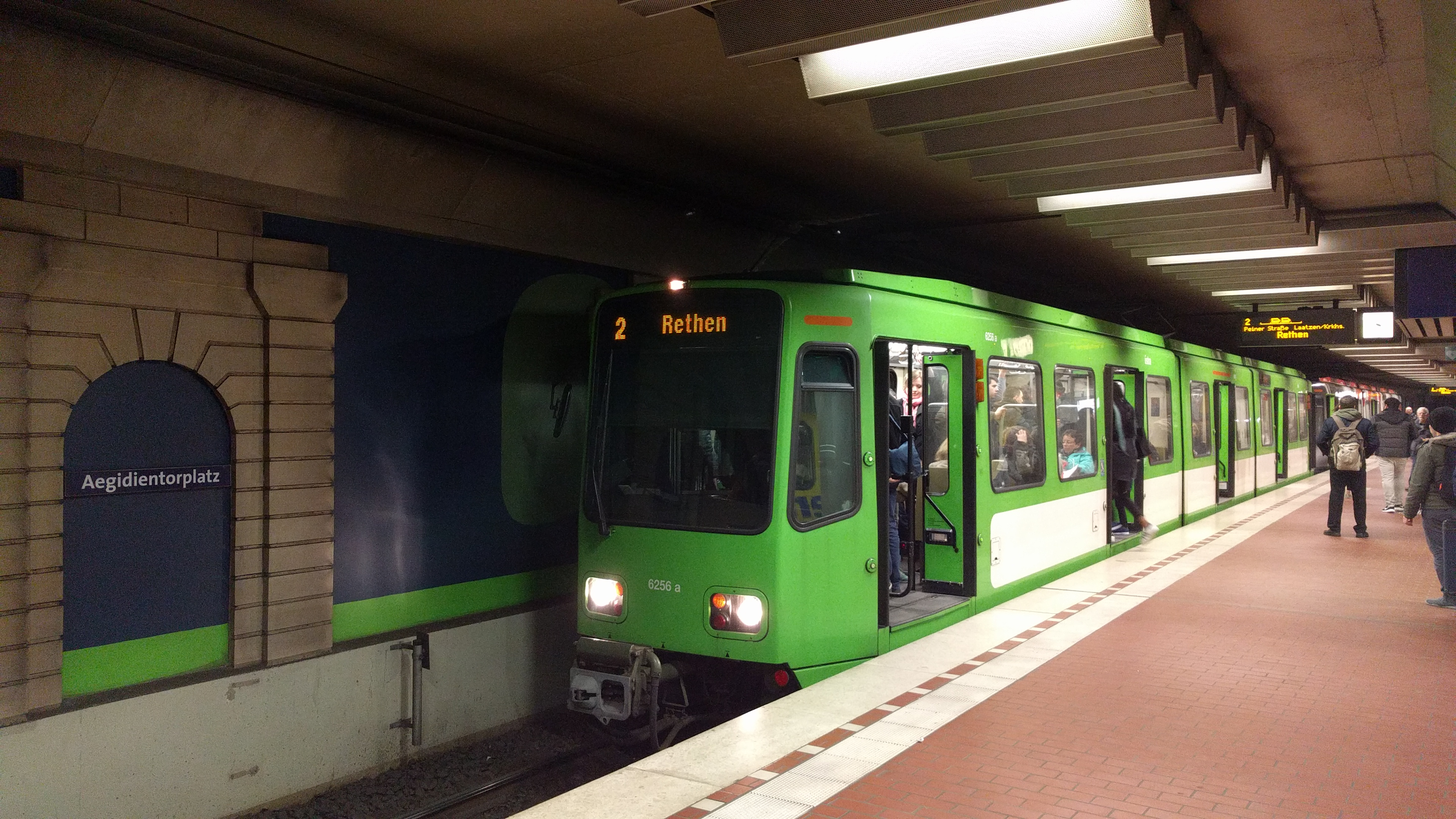
Потяг на підземній станції «Егідінторплац»
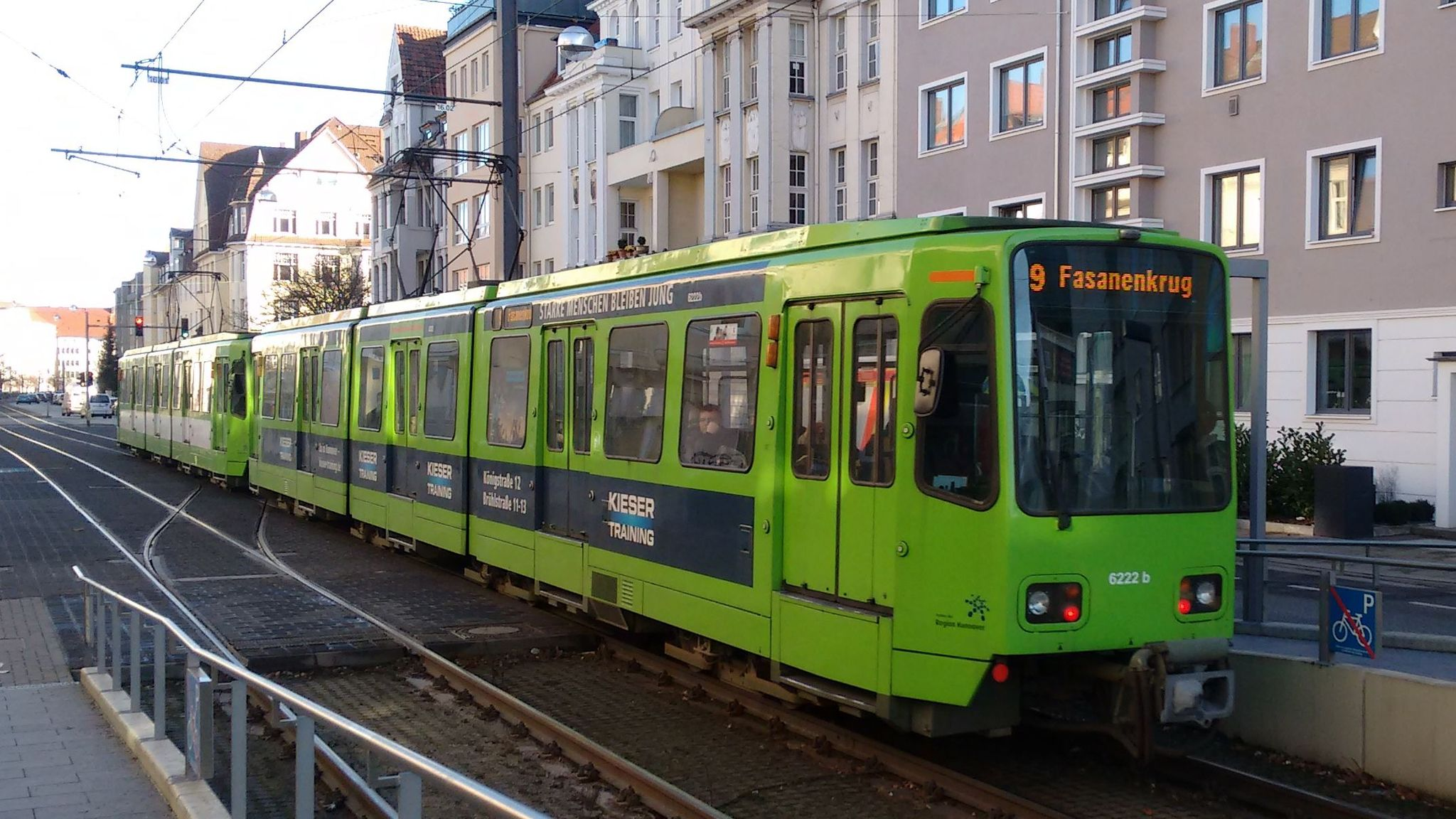
Потяг на наземній дільниці поблизу станції «Лорцингштрасе»
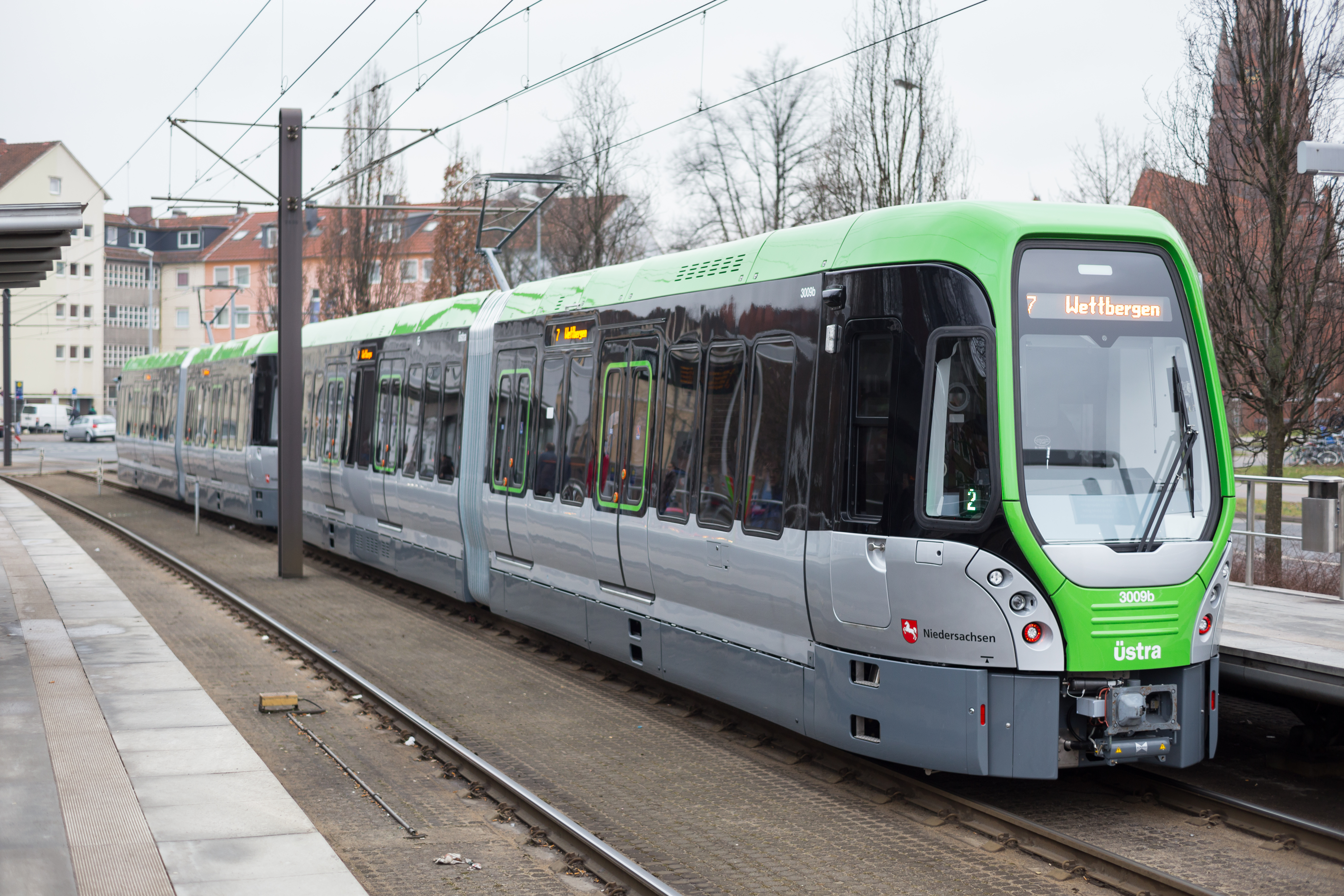
Рухомий склад серії TW 3000 біля станції «Лінден-Зюд»